# Peugeot 405 Turbo 16
La Peugeot 405 Turbo 16 è una autovettura da corsa, costruita dalla Peugeot Sport reparto sportivo della casa automobilistica francese Peugeot. Nonostante riprenda per ragioni di marketing le sembianze della berlina Peugeot 405, è a tutti gli effetti una vettura prototipo specificatamente progettata per partecipare alle competizioni di rally raid, in particolare al Rally Dakar, corsa che ha vinto per due anni consecutivi, 1989 e 1990, con Ari Vatanen.

## Storia
Sin dal 1984, la Peugeot disputò il campionato mondiale rally con la propria 205 Turbo 16 vincendo i titoli piloti e costruttori nel biennio 1985-1986, in seguito all'abolizione a partire dal 1987 del Gruppo B, massima categoria nei rally alla quale la 205 T16 era conforme e non disponendo di una vettura competitiva per il Gruppo A, divenuta la nuova classe di riferimento nel mondiale rally, decise allora di gareggiare nei rally-raid. Le dimensioni della 205 T16, ideali per muoversi con agilità nelle prove speciali tecniche e tortuose proprie dei rally, costituivano invece un problema nei percorsi dei rally-raid, caratterizzati da lunghi curvoni veloci e dune di sabbia; gli ingegneri Peugeot allungarono perciò il passo della vettura senza tuttavia risolvere completamente gli inconvenienti di stabilità. Si decise quindi per una soluzione più drastica: la meccanica ripresa dalla 205 T16 venne alloggiata su di un telaio di nuova concezione sviluppato appositamente per la specialità, la carrozzeria invece, tenendo conto del lancio commerciale della Peugeot 405, ricalcava esteriormente la linea della nuova berlina nonostante fosse una coupé. Nel 1988 nasceva quindi la Peugeot 405 Turbo 16 Grand Raid e fece il suo debutto alla Parigi-Dakar di quell'anno. Nello stesso periodo la Peugeot sviluppò una seconda versione, denominata 405 Turbo 16 Pikes Peak, contraddistinta da assetto ribassato, configurazione aerodinamica da altissimo carico deportante e 4 ruote sterzanti.

## Caratteristiche tecniche

### Telaio e corpo vettura
Il telaio della 405 Turbo 16 è costituito da una monoscocca centrale in acciaio che avvolge l'abitacolo e l'avantreno, al posteriore vi è un telaio ausiliario a traliccio tubolare sempre in acciaio. La carrozzeria è realizzata in materiali compositi come kevlar e fibra di carbonio, le sospensioni sono a doppi triangoli sovrapposti con doppi ammortizzatori idraulici e molle sovrapposte, l'asse anteriore sterzante è azionato da un sistema a cremagliera (nella versione Pikes Peak anche le ruote posteriori sono sterzanti), la trazione è integrale, l'impianto frenante dispone di dischi autoventilati, la trasmissione è affidata ad un cambio manuale a 6 rapporti.

### Motore
Il propulsore è collocato in posizione posteriore trasversale e inclinato all'indietro di 20°, è un quattro cilindri in linea siglato PSA XU9 T, ha una cilindrata maggiore rispetto al motore XU8 T della Peugeot 205 T16, poiché non dovendo sottostare a limiti di cilindrata (a differenza del Gruppo B), quest'ultima è stata portata a 1,9 litri aumentandone la corsa lasciando invariato l'alesaggio, ha una distribuzione a doppio albero a camme in testa che azionano 4 valvole per cilindro, è sovralimentato mediante un turbocompressore Garrett, variandone la pressione di esercizio sviluppa una potenza massima a seconda delle versioni da 400 CV a 7.500 giri al minuto fino a 600 CV a 7.000 giri/min.

## Versioni

### Grand Raid

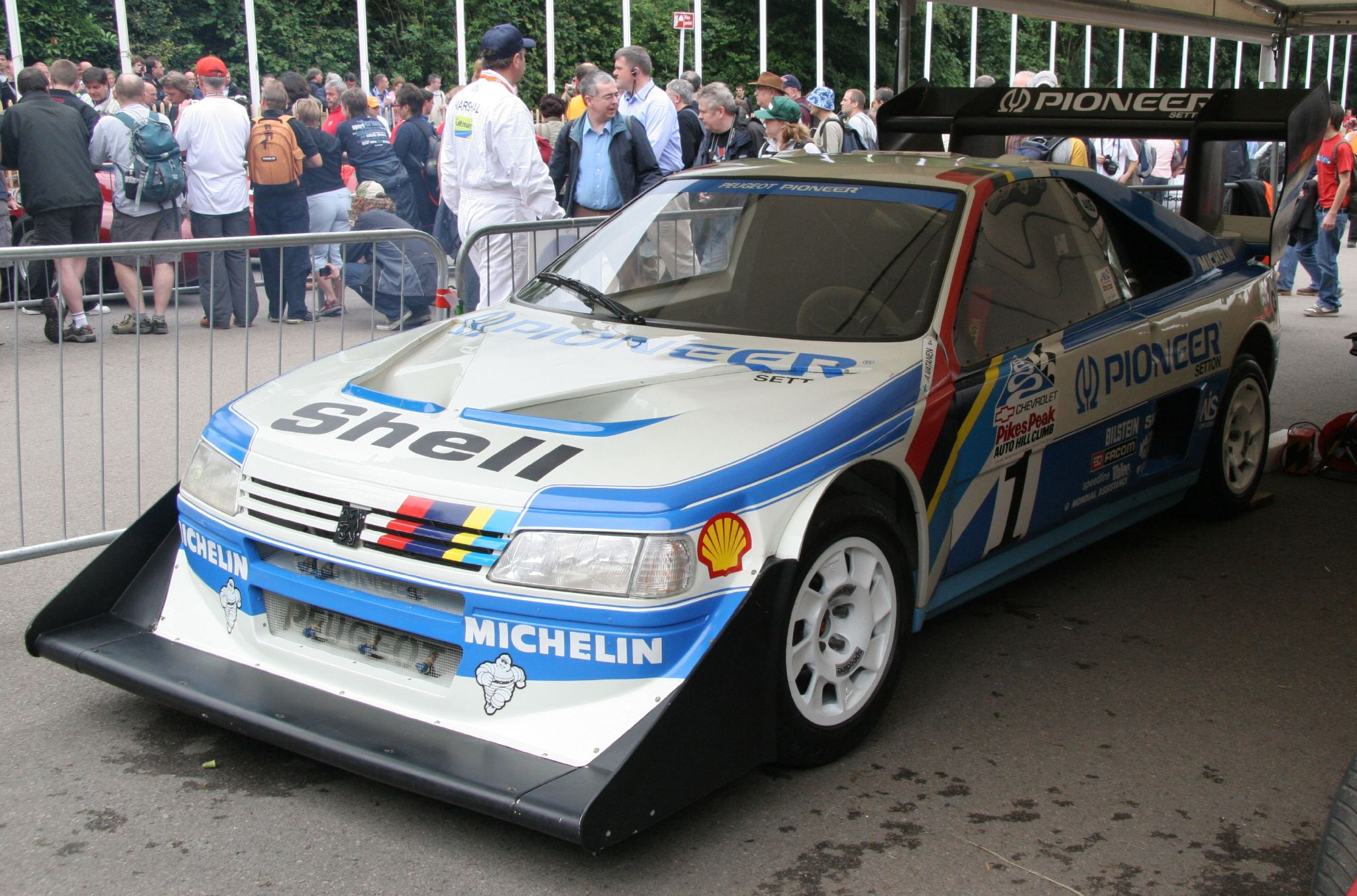
La 405 Turbo 16 Pikes Peak

Utilizzata per competere nei rally raid, dispone di: trazione integrale, motore di 1,9 litri di cilindrata sovralimentato capace di 400 CV, peso contenuto in 880 kg, che salgono a 1.300 kg una volta riempiti i 2 serbatoi di benzina da 435 litri di capacità, assetto rialzato con grande escursione delle sospensioni per affrontare terreni dissestati.

### Pikes Peak
Sviluppata per gareggiare nella Pikes Peak International Hillclimb, famosa corsa in salita americana, si distingue per: quattro ruote motrici e sterzanti, motore in versione da 600 CV di potenza, peso a vuoto 880 kg, assetto ribassato, configurazione aerodinamica da alto carico deportante, per mezzo di un grande spoiler anteriore, di un grande alettone posteriore ad alto profilo e di diffusore posteriore.

## Risultati sportivi
La vettura fece il suo debutto agonistico alla Parigi Dakar del 1988, per l'occasione il team Peugeot ne schierò 2 esemplari insieme a 2 collaudate Peugeot 205 T16 Grand Raid, ritenute più affidabili rispetto alle nuove 405 T16 e infatti a vincere fu proprio una 205 T16. La 405 Grand Raid riuscì comunque a vincere 2 volte la Dakar negli anni seguenti: nel 1989 e nel 1990 con Ari Vatanen.

Oltre all'impegno nei rally raid, la Peugeot continuò la sua partecipazione alla celebre corsa americana di cronoscalata Pikes Peak International Hillclimb nella quale aveva debuttato nel 1987 con la 205 T16 conquistando i gradini più bassi del podio, allestendo una 405 Turbo 16 con sviluppi aerodinamici, telaistici e di motore specifici per la prova, vinta poi con Ari Vatanen nel 1988 e con Robby Unser nel 1989. La vettura assurse ad improvvisa notorietà nel 1989, in special modo negli Stati Uniti d'America, allorché fu diffuso un cortometraggio intitolato "Climb Dance" con protagonista il pilota Ari Vatanen, il quale si inerpicava a velocità sostenuta sui tornati della Pikes Peak 
Nel 1990 dopo aver vinto la Dakar, la Peugeot Sport decide di abbandonare i rally raid per passare all'endurance con l'obiettivo di vincere la 24 Ore di Le Mans con il nuovo sport prototipo Peugeot 905, mentre l'esperienza acquisita nei rally raid passa alla consociata Citroën che a partire dal 1990 la sostituirà in questa disciplina con la Citroën ZX Grand Raid.

## Palmarès
1988
- nel Rallye de l'Atlas con Ari Vatanen
- nel Rally di Tunisia con Ari Vatanen
- nel Rally dei Faraoni con Ari Vatanen
- nella Pikes Peak con Ari Vatanen

1989
- nel Rally Dakar con Ari Vatanen
- nel Rally dei Faraoni con Ari Vatanen
- nella Pikes Peak con Bobby Unser

1990
- nel Rally Dakar con Ari Vatanen

## La 405 Turbo 16 nei media
- In ambito videoludico la 405 Turbo 16 compare nei videogiochi Grand Tour Racing '98 (in versione Rally Raid), V-Rally 2 e DiRT Rally (in versione Pikes Peak) e Dakar Desert Rally (in versione Rally Raid).